# Галактика Південна Вертушка
Галактика Південна Вертушка (M83,Мессьє 83, інші позначення — NGC 5236,ESO 444-81, MCG -5-32-50, UGCA 366, IRAS13342-2933, PGC 48082) — галактика з перемичкою у сузір'ї Гідра. Вона знаходиться на відстані приблизно 15 мільйонів світлових років від нас. У галактиці було зареєстровано шість наднових (SN 1923A, SN 1945B, SN 1950B, SN 1957D, SN 1968L і SN 1983N). Цей об'єкт входить у число перерахованих в оригінальній редакції нового загального каталогу.

## Історія вивчення об'єкта

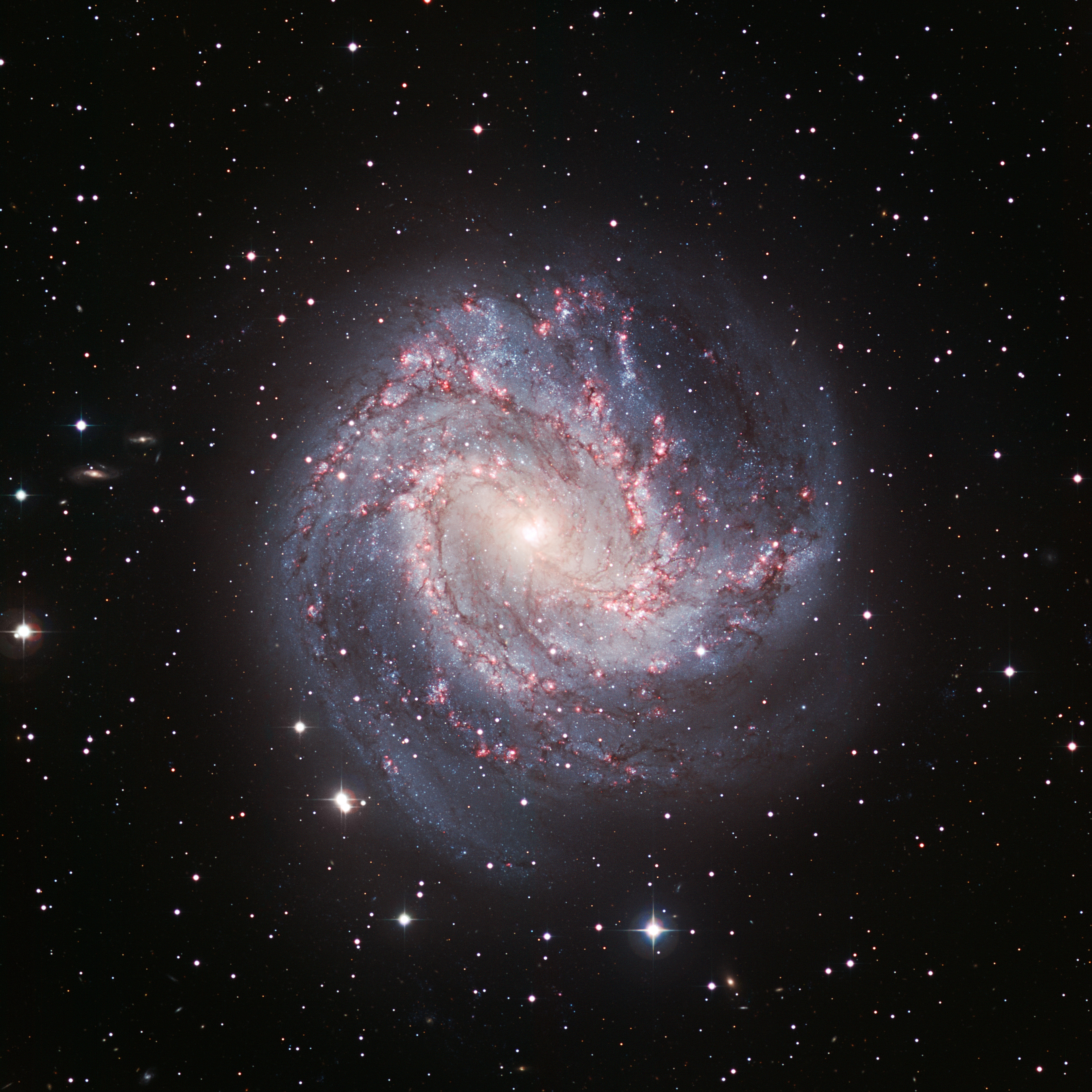
Spiral Galaxy Messier 83. Credit: ESO

Галактику відкрив Нікола Лакайль в 1752 році. Шарль Мессьє включив її у свій каталог в 1781 році. У 2005 році орбітальний телескоп GALEX зареєстрував величезну кількість новонароджених зірок на зовнішніх межах M83. У 2008 телескоп виявив ще більше молодих зірок, які, відповідно до загальноприйнятої моделі зореутворення, не повинні там бути в такій кількості. Вони розташовані на відстані 140 тисяч світлових років від центру галактики, тоді як діаметр самої галактики не перевищує 40 тисяч світлових років.

## Оточення
M83 є центром однієї з двох підгруп у скупченні Центавр A/M83. Центром другої підгрупи є Центавр А. Обидві ці групи іноді ідентифікуються як одна, а іноді як дві.

## Зображення

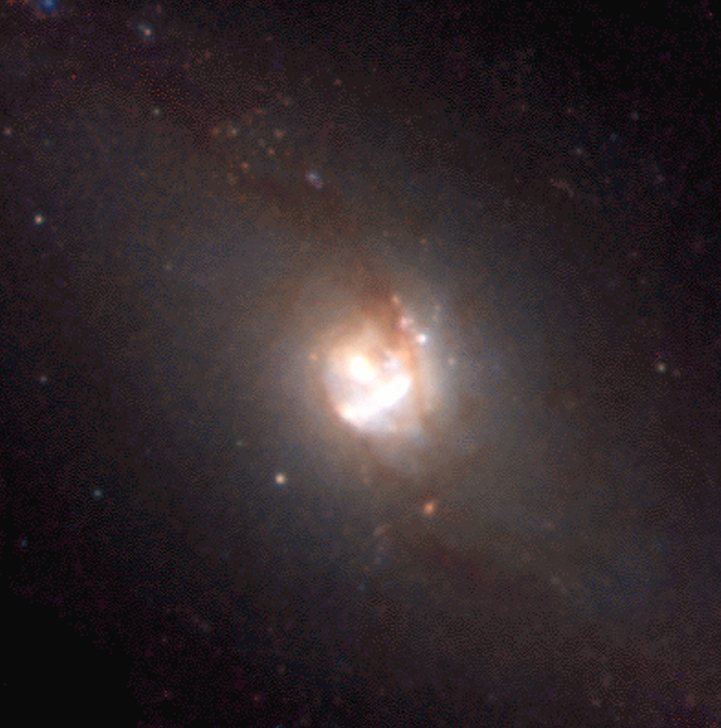
An Infrared Portrait of the Barred Spiral Galaxy Messier 83. Credits: ESO
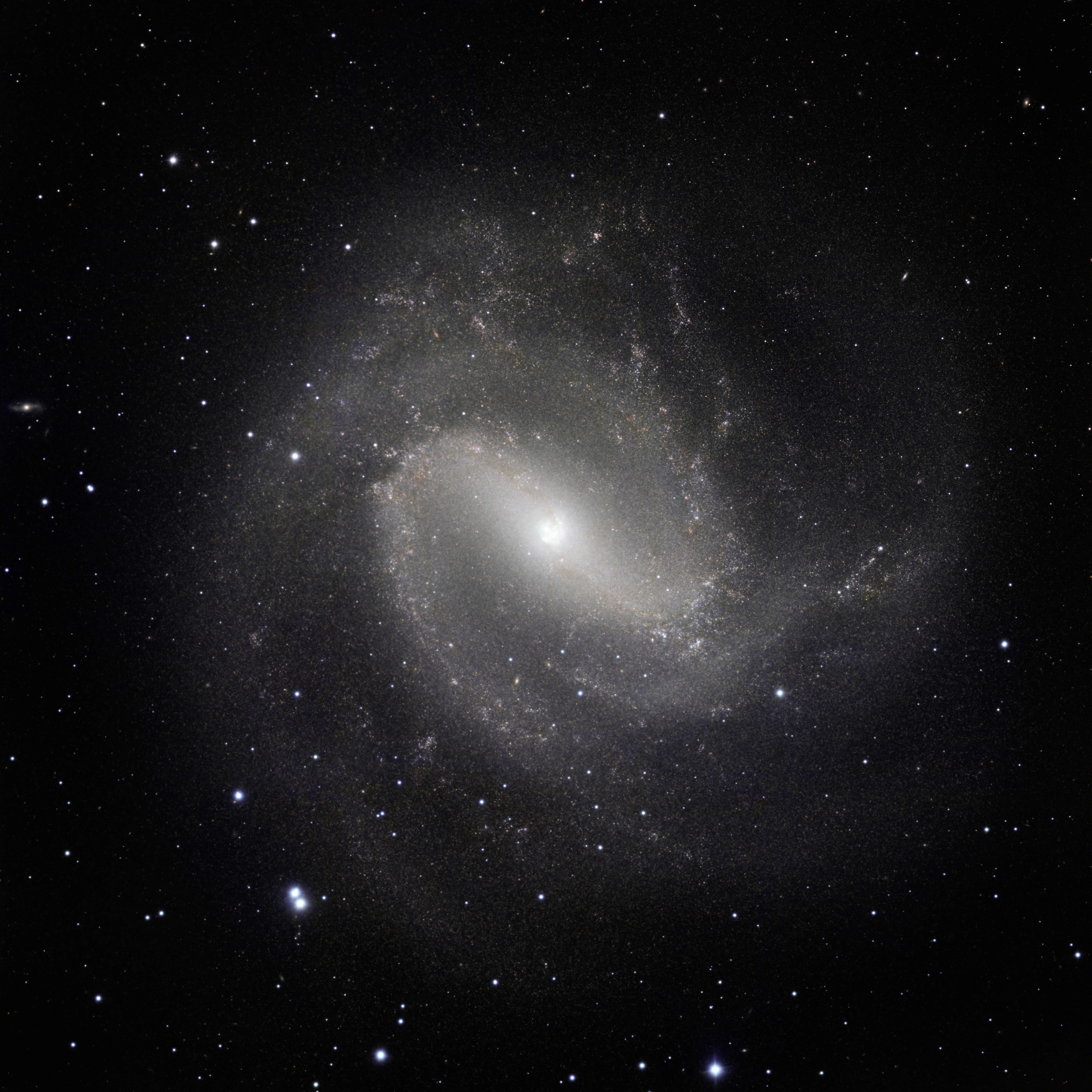
Image taken in the infrared part of the spectrum with the HAWK-I instrument on ESO’s Very Large Telescope. Credit: ESO/M. Gieles. Acknowledgement: Mischa Schirmer

## Навігатори
| ◄ NGC 5232 \| NGC 5233 \| NGC 5234 \| NGC 5235 \| NGC 5236 \| NGC 5237 \| NGC 5238-1 \| NGC 5238-2 \| NGC 5239 ► |

Координати:  13г 37м 00.9с, −29° 51′ 57″